# Dalvin Cook
Dalvin Cook (Miami, 10 agosto 1995) è un giocatore di football americano statunitense che milita nel ruolo di running back per i Dallas Cowboys della National Football League (NFL). Scelto nel corso del secondo giro (41º assoluto) del Draft NFL 2017 dai Minnesota Vikings, in precedenza aveva giocato a football per i Seminoles dell'Università statale della Florida.

## Carriera

### Minnesota Vikings
Considerato uno dei migliori running back selezionabili nel Draft NFL 2017 e pronosticato come una scelta da primo giro, il 28 aprile Cook venne poi scelto dai Minnesota Vikings come 41º assoluto, nell'ambito del secondo giro, ed il 31 maggio 2017 fu l'ultimo tra i rookie selezionati dai Vikings a siglare il suo primo contratto da professionista, un quadriennale da 6,35 milioni di dollari (di cui 2,76 garantiti alla firma). Debuttò come professionista partendo come titolare nella gara vinta nel primo turno contro i New Orleans Saints in cui corse 127 yard in 22 tentativi. Nel quarto turno Cook subì un grave infortunio rompendosi il legamento crociato anteriore, chiudendo la sua stagione da rookie con 354 yard corse e 2 touchdown in 4 presenze, tutte come titolare.
Nel 15º turno disputò la miglior prova della stagione 2018 correndo 136 yard e 2 touchdown nella vittoria sui Miami Dolphins. Per questa prestazione fu premiato come giocatore offensivo della NFC della settimana. La sua annata si chiuse con 615 yard corse e 2 marcature.

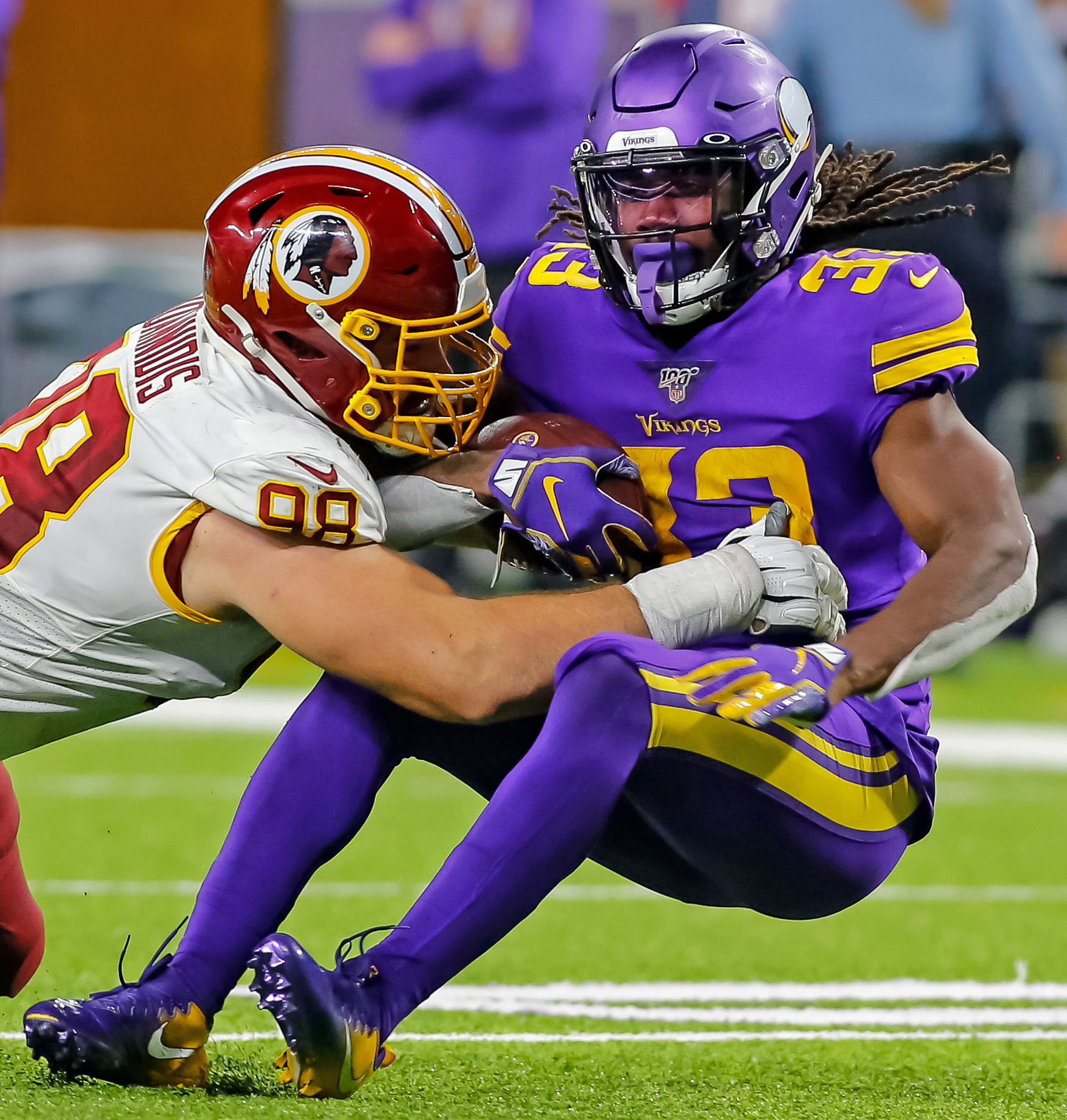
Cook nel 2019

Dopo avere faticato nella stagione precedente, Cook ebbe un impatto immediato nel primo turno della stagione 2019 correndo 111 yard e 2 touchdown nella vittoria sugli Atlanta Falcons. La settimana successiva corse un nuovo primato personale di 154 yard nella sconfitta contro i Green Bay Packers, venendo premiato come running back della settimana. Lo stesso riconoscimento lo vinse nel settimo turno dopo 142 yard corse e 2 touchdown nella vittoria sui Detroit Lions. Nel decimo turno fu premiato come giocatore offensivo della NFC della settimana dopo avere guadagnato 183 yard dalla linea di scrimmage (97 su corsa, 86 su ricezione) e segnato un touchdown nella vittoria sui Dallas Cowboys. A fine stagione fu convocato per il suo primo Pro Bowl dopo avere corso 1.135 yard ed essersi classificato quarto nella NFL con 13 TD su corsa. Nel primo turno di playoff segnò due touchdown su corsa nella vittoria ai tempi supplementari in casa dei New Orleans Saints.
Il 12 settembre 2020 Cook firmò con i Vikings un rinnovo contrattuale quinquennale del valore di 63 milioni di dollari. Nel terzo turno corse un record in carriera di 181 yard su 22 tentativi e segnò un touchdown nella sconfitta contro i Tennessee Titans, venendo premiato come running back della settimana. A quella prestazione ne seguì una da 130 yard corse e 2 touchdown, con cui i Vikings conquistarono la prima vittoria stagionale contro gli Houston Texans. Nell'ottavo turno Cook divenne il primo giocatore dei Vikings a segnare 4 touchdown in una partita (3 su corsa e uno su ricezione) da Ahmad Rashād nel 1979, terminando con 163 yard e 63 su ricezione nella vittoria sui Packers e venendo nominato miglior giocatore offensivo della NFC della settimana e come running back della settimana. Vinse nuovamente gli stessi premi nel turno successivo grazie a 206 yard corse e 2 touchdown nella vittoria sui Lions. Alla fine di novembre fu premiato come giocatore offensivo del mese della NFC in cui corse 641 yard, segnò 7 touchdown e i Vikings ebbero un record di 4-1. La sua stagione si chiuse al secondo posto della NFL sia in yard corse (1.557) che in touchdown su corsa (16), venendo convocato per il suo secondo Pro Bowl (non disputato a causa della pandemia di COVID-19).
Nella settimana 14 della stagione 2021, dopo soli 11 giorni in cui si era slogato uno spalla, Cook corse 205 yard su 27 possessi con 2 touchdown nella vittoria dei Vikings per 28–36 sui Pittsburgh Steelers. Per questa prova fu premiato come running back della settimana. A fine stagione fu convocato per il suo terzo Pro Bowl dopo essersi classificato quinto nella NFL con 1.159 yard corse.
Nel 2022 Cook fu convocato per il suo quarto Pro Bowl al posto dell'infortunato Tony Pollard dopo avere corso 1.173 yard e 8 touchdown. L'8 giugno 2023 fu svincolato dai Vikings.

### New York Jets
Il 14 agosto 2023 Cook firmò un contratto di un anno del valore di 8,6 milioni di dollari con i New York Jets.

### Baltimore Ravens
Il 4 gennaio 2024 Cook firmò con la squadra di allenamento dei Baltimore Ravens. Il 18 gennaio fu promosso nel roster attivo. Debuttò con I Ravens nella gara del divisional round dei playoff contro gli Houston Texans correndo 8 volte per 23 yard.

### Dallas Cowboys
Il 28 agosto 2024 Cook firmò con la squadra di allenamento dei Dallas Cowboys.

## Palmarès
- Convocazioni al Pro Bowl: 4

2019, 2020, 2021, 2022
- Giocatore offensivo della NFC del mese: 1

novembre 2020
- Giocatore offensivo della NFC della settimana: 4

15ª del 2018, 10ª del 2019, 8ª e 9ª del 2020
- Running back della settimana: 6

2ª e 7ª del 2019, 3, 8ª e 9ª del 2020, 14ª del 2021